# Piscine Léon-Pille
La piscine Léon-Pille, dite « la Cheminote », est un ancien équipement sportif situé à Amiens dans la Somme en France.

## Historique
La cité de la Cheminote est un quartier situé près de la gare réunissant les nombreux employés de la SNCF et leurs familles. Au début des années 1920, il y avait rue Dejean un terrain d'éducation physique construit sur un terrain entre les voies du chemin de fer et le fleuve. À cette époque, la Compagnie des Chemins de Fer du Nord fait aménager des cités ouvrières, au sein desquelles s'inscrivent de nombreux équipements sportifs permettant une occupation bénéfique du temps libre des cheminots. 
Après la Seconde guerre mondiale, le site est renforcé avec un ensemble d'installations à vocation sportive comme une piste de 100 m, un stade, un boulodrome, des terrains de sports exclusivement réservées aux familles des cités cheminotes d'Amiens et de Longueau. Il est aussi créé une piscine extérieure avec trois bassins extérieurs, un plongeoir, un garage à vélos, une buvette et un solarium en toiture terrasse. 
L'architecte Pierre Dufau accompagné de son frère André Dufau y réalise un bâtiment d'accueil pour la piscine, qui comprend aussi des vestiaires et des douches venant remplacer les cabines de bois disposées jusque-là le long des bassins. 
La SNCF propose un projet de rénovation de la piscine au début des années 1980 mais la ville d'Amiens refuse de participer aux frais de rénovation. Le projet est abandonné et les bassins de la piscine sont bouchés dans les années 1990. 
Très dégradée, les nouveaux propriétaires privés tentent de faire reconnaitre ce patrimoine.
La piscine est inscrite aux Monuments Historiques depuis le 13 février 2020,.